# Winternational Tour
Winternational tour var en konsertturné i Storbritannien under 2004 av det brittiska rockbandet The Darkness. Under denna turné spelade gruppen ett flertal nya låtar som senare kom att hamna på bandets andra studioalbum, One Way Ticket to Hell ...and Back. Engelska Do Me Bad Things och Ash från Nordirland agerade förband åt The Darkness under turnén.
Denna turné var gruppens sista med Frankie Poullain på bas. Poullain lämnade gruppen drygt ett halvår efter att turnén avslutats och ersattes senare av Richie Edwards.

## Turnén

### Bakgrund
Turnén tillkännagavs via bandets officiella webbplats den 25 augusti 2004. Man skrev att bandet, under turnén, kommer att göra några av sina "största spelningar". Man meddelade också att man skulle göra totalt åtta konserter och att turnén skulle påbörjas i Nottingham, följt av Glasgow, Newcastle upon Tyne, Manchester, Sheffield, Cardiff, Birmingham och slutligen London. Drygt två veckor senare meddelade man att man kommer att göra ytterligare några konserter under turnén på grund av den "enormt stora efterfrågan". Man skulle göra en extra konsert i Manchester och Birmingham och två extra konserter i London. Till slut gjorde man en extra konsert även i Glasgow. I slutet av oktober började rykten florera om att Justin Hawkins inte skulle kunna spela gitarr under turnén på grund av en skada. Det visade sig senare att Hawkins av en olyckshändelse skurit sig i sin högra hand och ryktena tillbakavisades.

## Låtlista
Denna låtlista var vanligast under turnén. Abbas låt Arrival användes som intromusik innan de kom in på scenen. Fyra av låtarna var nya för publiken; Dinner Lady Arms, Seemed Like a Good Idea at the Time och English Country Garden som senare dök upp på One Way Ticket to Hell ...and Back samt Grief Hammer som blev b-sida till One Way Ticket. Justin Hawkins spelade ibland en kort del av Do They Know It's Christmas? innan de avslutade konserterna med Christmas Time (Don't Let the Bells End).
1. "Arrival" (intro)
2. "Grief Hammer"
3. "Givin' Up"
4. "Stuck in a Rut"
5. "Dinner Lady Arms"
6. "Growing on Me"
7. "Makin' Out"
8. "Physical Sex"
9. "Love Is Only a Feeling"
10. "Seemed Like a Good Idea at the Time"
11. "English Country Garden"
12. "Buffet"
13. "Black Shuck"
14. "Friday Night"
15. "I Believe in a Thing Called Love"
Extranummer:
16. "Get Your Hands Off My Woman"
17. "Love on the Rocks With No Ice"
18. "Do They Know It's Christmas?"
19. "Christmas Time (Don't Let the Bells End)"

## Förband
- Ash
- Do Me Bad Things

## Datum
| Datum:           | Plats:                        | Stad:      | Land:     |
| ---------------- | ----------------------------- | ---------- | --------- |
| 24 november 2004 | Nottingham Arena              | Nottingham | England   |
| 26 november 2004 | SECC Arena                    | Glasgow    | Skottland |
| 27 november 2004 | SECC Arena                    | Glasgow    | Skottland |
| 29 november 2004 | Metro Radio Arena             | Newcastle  | England   |
| 1 december 2004  | Manchester Evening News Arena | Manchester | England   |
| 2 december 2004  | Manchester Evening News Arena | Manchester | England   |
| 4 december 2004  | Hallam FM Arena               | Sheffield  | England   |
| 6 december 2004  | International Arena           | Cardiff    | Wales     |
| 7 december 2004  | National Exhibition Centre    | Birmingham | England   |
| 8 december 2004  | National Exhibition Centre    | Birmingham | England   |
| 10 december 2004 | Wembley Arena                 | London     | England   |
| 11 december 2004 | Wembley Arena                 | London     | England   |
| 12 december 2004 | Wembley Arena                 | London     | England   |

## Medverkande
- Ed Graham – trummor
- Dan Hawkins – gitarr, kör
- Justin Hawkins – sång, gitarr, klaviatur
- Frankie Poullain – bas, kör